# Naus
| Críticas profissionais | Críticas profissionais |
| Avaliações da crítica  | Avaliações da crítica  |
| Fonte                  | Avaliação              |
| ---------------------- | ---------------------- |
| g1                     | [ 1 ]                  |

Naus é o primeiro álbum da parceria entre os músicos Vinícius Cantuária e Zeca Baleiro. O álbum foi lançado em 8 de julho de 2022 pelo selos Saravá Discos e Sonastério. O trabalho de composição se estendeu durante os meses de isolamento causados pela pandemia de COVID-19, entre 2020 e 2021, chegando a um total de 14 canções, onze delas registradas neste disco.
Além do álbum, também faz parte desse novo projeto o mini-doc “Naus.doc”, que conta com três episódios.

## Faixas
Todas as faixas compostas por Vinícius Cantuária e Zeca Baleiro:
| N.º            | Título                                                       | Duração |  |
| 1.             | "Relento"                                                    | 3:22    |  |
| 2.             | "Sal da Beleza"                                              | 3:59    |  |
| 3.             | "Naus"                                                       | 4:53    |  |
| 4.             | "Carona"                                                     | 4:19    |  |
| 5.             | "Alma Bossa Nova"                                            | 2:44    |  |
| 6.             | "Flores de Invierno"                                         | 4:02    |  |
| 7.             | "Chuva na Guanabara"                                         | 3:13    |  |
| 8.             | "O Dia em que Jeremias Vaqueiro Viu o Mar Pela Primeira Vez" | 2:05    |  |
| 9.             | "Flor do Beijo"                                              | 2:38    |  |
| 10.            | "Praia"                                                      | 4:34    |  |
| 11.            | "Retirada"                                                   | 4:25    |  |
| Duração total: | Duração total:                                               | 40:19   |  |

## Créditos musicais
- Vinícius Cantuária - Voz, sintetizadores, baixos e percussões
- Zeca Baleiro - Voz, violões, guitarras, sintetizadores, baixos e percussões

Músicos convidados
- Ryuichi Sakamoto - Piano em "Naus"
- Dadi - Baixo elétrico em "Sol da Beleza"
- Rogério Delayon - Violão pizzicato em "Sol da Beleza"
- Cosme Vieira - Acordeom em "Carona"
- Flávio Venturini - Órgão em "O Dia em que Jeremias Vaqueiro Viu o Mar Pela Primeira Vez"
- Tiquinho - Trombone em "Flor do Beijo"

Ficha técnica
- Produção: Walter Costa
- Engenharia de som: Flávio Marcos Batata
- Técnico de áudio: Gabriel Fernandes
- Foto da capa: Simone Kontraluz